# Cantonul Beaumont-le-Roger
Cantonul Beaumont-le-Roger este un canton din arondismentul Bernay, departamentul Eure, regiunea Haute-Normandie, Franța.

## Comune
| Comune                      | Populație (1999) | Cod poștal | Cod INSEE |
| --------------------------- | ---------------- | ---------- | --------- |
| Barc                        | 772              | 27170      | 27037     |
| Barquet                     | 359              | 27170      | 27040     |
| Beaumontel                  | 715              | 27170      | 27050     |
| Beaumont-le-Roger           | 2 818            | 27170      | 27051     |
| Berville-la-Campagne        | 113              | 27170      | 27063     |
| Bray                        | 246              | 27170      | 27109     |
| Combon                      | 567              | 27170      | 27164     |
| Écardenville-la-Campagne    | 310              | 27170      | 27210     |
| Fontaine-la-Soret           | 362              | 27550      | 27253     |
| Goupillières                | 654              | 27170      | 27290     |
| Grosley-sur-Risle           | 493              | 27170      | 27300     |
| La Houssaye                 | 183              | 27410      | 27345     |
| Launay                      | 216              | 27470      | 27364     |
| Nassandres                  | 1 381            | 27550      | 27425     |
| Perriers-la-Campagne        | 356              | 27170      | 27452     |
| Le Plessis-Sainte-Opportune | 252              | 27170      | 27466     |
| Romilly-la-Puthenaye        | 262              | 27170      | 27492     |
| Rouge-Perriers              | 230              | 27110      | 27498     |
| Sainte-Opportune-du-Bosc    | 334              | 27110      | 27576     |
| Thibouville                 | 244              | 27800      | 27630     |
| Tilleul-Dame-Agnès          | 174              | 27170      | 27640     |
| Le Tilleul-Othon            | 280              | 27170      | 27642     |